# Општина Чилпансинго де лос Браво (Гереро)
Чилпансинго де лос Браво (шп. Chilpancingo de los Bravo) општина је у Мексику у савезној држави Гереро. Општина се налази на надморској висини од 1253 м.

## Становништво
Према подацима из 2010. у општини је живело 241717 становника.

### Хронологија
| Година       | 2000                    | 2005                     | 2010                     |
| ------------ | ----------------------- | ------------------------ | ------------------------ |
| Становништво | 192947 (92873 / 100074) | 214219 (102055 / 112164) | 241717 (115443 / 126274) |

### Попис
| \| \| м \| \| \| ж \| \| 0—2 \| 7.288 \| \| \| 6.952 \| \| 3—5 \| 7.495 \| \| \| 7.494 \| \| 6—11 \| 14.791 \| \| \| 14.791 \| \| 12—14 \| 7.224 \| \| \| 7.275 \| \| 15—17 \| 7.905 \| \| \| 8.046 \| \| 18—24 \| 16.745 \| \| \| 18.629 \| \| 60+ \| 7.661 \| \| \| 9.147 \| \| Просек : \| 27,2 \| \| \| 28,4 \| |        |  |  |        |
| |        |  |  |        |
| | м      |  |  | ж      |
| 0—2 | 7.288  |  |  | 6.952  |
| 3—5 | 7.495  |  |  | 7.494  |
| 6—11 | 14.791 |  |  | 14.791 |
| 12—14 | 7.224  |  |  | 7.275  |
| 15—17 | 7.905  |  |  | 8.046  |
| 18—24 | 16.745 |  |  | 18.629 |
| 60+ | 7.661  |  |  | 9.147  |
| Просек : | 27,2   |  |  | 28,4   |

| #   | Индикатор                                                                                        | Вредност |
| --- | ------------------------------------------------------------------------------------------------ | -------- |
| 1   | Становништво од 0 до 2 године                                                                    | 14240    |
| 2   | Мушко становништво од 0 до 2 године                                                              | 7288     |
| 3   | Женско становништво од 0 до 2 године                                                             | 6952     |
| 4   | Становништво са 3 и више година                                                                  | 225578   |
| 5   | Мушко становништво са 3 и више година                                                            | 107202   |
| 6   | Женско становништво са 3 и више година                                                           | 118376   |
| 7   | Становништво са 5 и више година                                                                  | 215491   |
| 8   | Мушко становништво са 5 и више година                                                            | 102151   |
| 9   | Женско становништво са 5 и више година                                                           | 113340   |
| 10  | Становништво са 12 и више година                                                                 | 181007   |
| 11  | Мушко становништво са 12 и више година                                                           | 84916    |
| 12  | Женско становништво са 12 и више година                                                          | 96091    |
| 13  | Становништво са 15 и више година                                                                 | 166508   |
| 14  | Мушко становништво са 15 и више година                                                           | 77692    |
| 15  | Женско становништво са 15 и више година                                                          | 88816    |
| 16  | Становништво са 18 и више година                                                                 | 150557   |
| 17  | Мушко становништво са 18 и више година                                                           | 69787    |
| 18  | Женско становништво са 18 и више година                                                          | 80770    |
| 19  | Становништво од 3 до 5 година                                                                    | 14989    |
| 20  | Мушко становништво од 3 до 5 година                                                              | 7495     |
| 21  | Женско становништво од 3 до 5 година                                                             | 7494     |
| 22  | Становништво од 6 до 11 година                                                                   | 29582    |
| 23  | Мушко становништво од 6 до 11 година                                                             | 14791    |
| 24  | Женско становништво од 6 до 11 година                                                            | 14791    |
| 25  | Становништво од 8 до 14 година                                                                   | 34188    |
| 26  | Мушко становништво од 8 до 14 година                                                             | 17019    |
| 27  | Женско становништво од 8 до 14 година                                                            | 17169    |
| 28  | Становништво од 12 до 14 година                                                                  | 14499    |
| 29  | Мушко становништво од 12 до 14 година                                                            | 7224     |
| 30  | Женско становништво од 12 до 14 година                                                           | 7275     |
| 31  | Становништво од 15 до 17 година                                                                  | 15951    |
| 32  | Мушко становништво од 15 до 17 година                                                            | 7905     |
| 33  | Женско становништво од 15 до 17 година                                                           | 8046     |
| 34  | Становништво од 18 до 24 године                                                                  | 35374    |
| 35  | Мушко становништво од 18 до 24 године                                                            | 16745    |
| 36  | Женско становништво од 18 до 24 године                                                           | 18629    |
| 37  | Женско становништво од 15 до 49 година                                                           | 70887    |
| 38  | Становништво са 60 и више година                                                                 | 16808    |
| 39  | Мушко становништво са 60 и више година                                                           | 7661     |
| 40  | Женско становништво са 60 и више година                                                          | 9147     |
| 41  | Однос између мушкараца и жена                                                                    | 91.42    |
| 42  | Становништво од нуле до 14 година                                                                | 73310    |
| 43  | Становништво од 15 до 64 године                                                                  | 154957   |
| 44  | Становништво од 65 година и више                                                                 | 11551    |
| 45  | Просечан број деце                                                                               | 2.2      |
| 46  | Становништво рођено у ентитету                                                                   | 224957   |
| 47  | Мушко становништво рођено у ентитету                                                             | 106756   |
| 48  | Женско становништво рођено у ентитету                                                            | 118201   |
| 49  | Становништво рођено у другом ентитету                                                            | 13053    |
| 50  | Мушко становништво рођено у другом ентитету                                                      | 6701     |
| 51  | Женско становништво рођено у другом ентитету                                                     | 6352     |
| 52  | Становништво од 5 година и више резидентно у ентитету у јуну 2005. године                        | 208377   |
| 53  | Мушко становништво старосног доба од 5 година и више, резидентно у ентитету у јуну 2005. године  | 98115    |
| 54  | Женско становништво старосног доба од 5 и више година, резидентно у ентитету у јуну 2005. године | 110262   |
| 55  | Становништво од 5 година и више које је живело у другом ентитету у јуну 2005. године             | 3803     |
| 56  | Мушко становништво старије од 5 година које је живело у другом ентитету у јуну 2005. године      | 1931     |
| 57  | Женско становништво старије од 5 година које је живело у другом ентитету у јуну 2005. године     | 1872     |
| 58  | Становништво од 3 године и више које говори аутохтони језик                                      | 5197     |
| 59  | Мушко становништво старо 3 године и више које говори аутохтони језик                             | 2438     |
| 60  | Женско становништво старо 3 године и више које говори аутохтони језик                            | 2759     |
| 61  | Становништво од 3 године и више које говори аутохтони језик и не говори шпански језик            | 46       |
| 62  | Мушко становништво старо 3 године и више које говори аутохтони језик и не говори шпански         | 17       |
| 63  | Женско становништво старо 3 године и више које говори аутохтони језик и не говори шпански језик  | 29       |
| 64  | Становништво старо 3 године и више које говори аутохтони језик и шпански                         | 4609     |
| 65  | Мушко становништво старо 3 године и више које говори аутохтони језик и шпански                   | 2154     |
| 66  | Женско становништво старо 3 године и више које говори аутохтони језик и шпански                  | 2455     |
| 67  | Становништво од 5 година и више које говори аутохтони језик                                      | 5155     |
| 68  | Становништво од 5 година и више које говори аутохтони језик и не говори шпански језик            | 46       |
| 69  | Становништво од 5 година и више које говори аутохтони језик и говори шпански језик               | 4585     |
| 70  | Становништво у домородачким домаћинствима                                                        | 12211    |
| 71  | Становништво са ограничењима у активностима                                                      | 6698     |
| 72  | Становништво са ограниченим ходањем или кретањем, горе или доле                                  | 3523     |
| 73  | Становници са ограничењима вида, чак и уз кориштење сочива                                       | 1850     |
| 74  | Становништво са ограничењима говора, комуникације или конверзације                               | 674      |
| 75  | Становништво са ограниченим слухом                                                               | 637      |
| 76  | Становништво са ограничењима при одевању, купању или јелу                                        | 269      |
| 77  | Становништво са ограничењима у опажању или учењу једноставних ствари                             | 281      |
| 78  | Становништво са менталним ограничењима                                                           | 641      |
| 79  | Становништво без ограничења активности                                                           | 231349   |
| 80  | Становништво од 3 до 5 година које не похађа школу                                               | 4456     |
| 81  | Мушко становништво од 3 до 5 година које не похађа школу                                         | 2261     |
| 82  | Женско становништво од 3 до 5 година које не похађа школу                                        | 2195     |
| 83  | Становништво од 6 до 11 година које не похађа школу                                              | 1123     |
| 84  | Мушко становништво од 6 до 11 година које не похађа школу                                        | 604      |
| 85  | Женско становништво од 6 до 11 година које не похађа школу                                       | 519      |
| 86  | Становништво од 12 до 14 година које не похађа школу                                             | 1139     |
| 87  | Мушко становништво од 12 до 14 година које не похађа школу                                       | 607      |
| 88  | Женско становништво од 12 до 14 година које не похађа школу                                      | 532      |
| 89  | Становништво од 15 до 17 година похађа школу                                                     | 11858    |
| 90  | Мушко становништво од 15 до 17 година похађа школу                                               | 5786     |
| 91  | Женско становништво између 15 и 17 година живота у школи                                         | 6072     |
| 92  | Становништво од 18 до 24 године похађа школу                                                     | 13695    |
| 93  | Мушко становништво од 18 до 24 године похађа школу                                               | 6379     |
| 94  | Женско становништво од 18 до 24 године похађа школу                                              | 7316     |
| 95  | Становништво од 8 до 14 година које не може да чита и пише                                       | 1657     |
| 96  | Мушко становништво старосног доба од 8 до 14 година које не може да чита и пише                  | 906      |
| 97  | Женско становништво старосног доби од 8 до 14 година које не може да чита и пише                 | 751      |
| 98  | Становништво од 15 година и више које је неписмено                                               | 13032    |
| 99  | Мушко становништво од 15 година и више које је неписмено                                         | 4874     |
| 100 | Женско становништво од 15 година и више које је неписмено                                        | 8158     |
| 101 | Становништво старо 15 и више година без школовања                                                | 13465    |
| 102 | Мушко становништво старо 15 и више година без школовања                                          | 5282     |
| 103 | Женско становништво старо 15 и више година без школовања                                         | 8183     |
| 104 | Становништво старосног доба 15 и више година са непотпуним основним образовањем                  | 16814    |
| 105 | Мушко становништво старосног доба од 15 година и више са непотпуном основним образовањем         | 7614     |
| 106 | Женско становништво старосног доба 15 и више година са непотпуном основним образовањем           | 9200     |
| 107 | Становништво старо 15 и више година са комплетним основним образовањем                           | 18389    |
| 108 | Мушко становништво старо 15 година и више са комплетним основним образовањем                     | 8485     |
| 109 | Женско становништво старо 15 и више година са комплетним основним образовањем                    | 9904     |
| 110 | Становништво старосног доба 15 и више година са непотпуним средњим образовањем                   | 9353     |
| 111 | Мушко становништво старосног доба од 15 година и више са непотпуним средњим образовањем          | 4865     |
| 112 | Женско становништво старосног доба од 15 година и више са непотпуним средњим образовањем         | 4488     |
| 113 | Становништво старо 15 и више година са пуним секундарном образовањем                             | 28165    |
| 114 | Мушко становништво старосног доба од 15 година и више са пуним секундарном образовањем           | 13780    |
| 115 | Женско становништво старосног доба од 15 година и више са пуним секундарном образовањем          | 14385    |
| 116 | Становништво старије од 18 година са постосновним образовањем                                    | 74150    |
| 117 | Мушко становништво старије од 18 година са постосновним образовањем                              | 34811    |
| 118 | Женско становништво старије од 18 година са постосновним образовањем                             | 39339    |
| 119 | Просечна оцена школовања                                                                         | 9.6      |
| 120 | Просечан ниво образовања мушке популације                                                        | 9.76     |
| 121 | Просечан ниво образовања женског становништва                                                    | 9.46     |
| 122 | Економски активно становништво                                                                   | 97669    |
| 123 | Економски активна мушка популација                                                               | 61316    |
| 124 | Економски активна женска популација                                                              | 36353    |
| 125 | Становништво које није економски активно                                                         | 82185    |
| 126 | Мушко становништво које није економски активно                                                   | 22836    |
| 127 | Женско становништво које није економски активно                                                  | 59349    |
| 128 | Запослено становништво                                                                           | 94456    |
| 129 | Запослено мушко становништво                                                                     | 58796    |
| 130 | Запослено женско становништво                                                                    | 35660    |
| 131 | Незапослена популација                                                                           | 3213     |
| 132 | Незапослена мушка популација                                                                     | 2520     |
| 133 | Незапослена женска популација                                                                    | 693      |
| 134 | Становништво без права на здравствене услуге                                                     | 103919   |
| 135 | Становништво које има право на здравствене услуге                                                | 135140   |
| 136 | Становништво које има право на ИМСС                                                              | 29787    |
| 137 | Становништво које има право на социјално осигурање                                               | 49830    |
| 138 | Становништво које има право на државно социјално осигурање                                       | 2599     |
| 139 | Становништво које има право на опште осигурање или здравствено осигурање за нову генерацију      | 48279    |
| 140 | Становништво које је било једном или није било у браку током 12 година и више                    | 66609    |
| 141 | Венчано или уједињено становништво од 12 година и више                                           | 96965    |
| 142 | Становништво које је било у браку или уједињено 12 година и више                                 | 16794    |
| 143 | Становништво са католичком религијом                                                             | 192532   |
| 144 | Протестанти, еванђелисти и библијски следбеници различити од еванђелиста                         | 29885    |
| 145 | Становништво са другим религијама различитим од претходних                                       | 430      |
| 146 | Становништво без религије                                                                        | 10500    |
| 147 | Укупно пописаних домаћинства                                                                     | 56518    |
| 148 | Пописна домаћинства на челу са мушкарцима                                                        | 39765    |
| 149 | Пописна домаћинства на челу са женама                                                            | 16753    |
| 150 | Становништво у пописним домаћинствима                                                            | 238283   |
| 151 | Становништво у пописним домаћинствима на челу са мушкарцима                                      | 175930   |
| 152 | Становништво у пописним домаћинствима на челу са женама                                          | 62353    |
| 153 | Укупно домаћинстава                                                                              | 71000    |
| 154 | Укупно насељених домаћинстава                                                                    | 57172    |
| 155 | Укупно приватних кућа                                                                            | 70346    |
| 156 | Насељени приватни домови                                                                         | 56518    |
| 157 | Укупно насељених приватних кућа                                                                  | 57131    |
| 158 | Ненасељене приватне куће                                                                         | 8696     |
| 159 | Појединачна домаћинства за привремену употребу                                                   | 5132     |
| 160 | Становници у насељеним приватним кућама                                                          | 238283   |
| 161 | Насељеност станара у приватним становима                                                         | 4.22     |
| 162 | Просечно становника по соби у приватним насељеним домаћинствима                                  | 1.3      |
| 163 | Појединачна домаћинства са подовима од различитих материјала од земље                            | 47152    |
| 164 | Појединачна домаћинства у приземљу                                                               | 9010     |
| 165 | Појединачна домаћинства са једном спаваћом собом                                                 | 23917    |
| 166 | Појединачна домаћинства са две спаваће собе и више                                               | 32407    |
| 167 | Појединачна домаћинства са једним собом                                                          | 10322    |
| 168 | Појединачна домаћинства са две собе                                                              | 11393    |
| 169 | Појединачна домаћинства са 3 собе и више                                                         | 34530    |
| 170 | Појединачна домаћинства која имају електрично светло                                             | 55537    |
| 171 | Појединачна домаћинства која немају електрично светло                                            | 787      |
| 172 | Појединачна домаћинства која имају водоводну воду у стамбеном простору                           | 42273    |
| 173 | Појединачна домаћинства која немају водоводну воду у стамбеном простору                          | 13950    |
| 174 | Појединачна домаћинства која имају тоалет                                                        | 54098    |
| 175 | Појединачна домаћинства која имају канализацију                                                  | 53504    |
| 176 | Појединачна домаћинства која немају канализацију                                                 | 2704     |
| 177 | Појединачна домаћинства која имају електрично светло, довод воде из јавне мреже и канализацију   | 41153    |
| 178 | Појединачна домаћинства без икаквих услова                                                       | 1520     |
| 179 | Појединачна домаћинства која имају радио                                                         | 41089    |
| 180 | Појединачна домаћинства која имају телевизор                                                     | 51980    |
| 181 | Појединачна домаћинства која имају фрижидер                                                      | 46586    |
| 182 | Појединачна домаћинства која имају машину за веш                                                 | 26841    |
| 183 | Појединачна домаћинства која имају аутомобил или комби                                           | 18894    |
| 184 | Појединачна домаћинства која имају рачунар                                                       | 18105    |
| 185 | Појединачна домаћинства која имају фиксну телефонску линију                                      | 21333    |
| 186 | Појединачна домаћинства која имају мобилни телефон                                               | 40101    |
| 187 | Појединачна домаћинства која имају приступ интернету                                             | 11399    |